# ジョーダン・EJ10
ジョーダン・EJ10 (Jordan EJ10) は、ジョーダン・グランプリが2000年のF1世界選手権参戦用に開発したフォーミュラ1カー。シャシーの型式番号は本年度から「EJ」と付けられるようになったが、「EJ10」というのはエディ・ジョーダンのF1参入10周年を記念してのものであった。

## 開発と経緯
1999年シーズンは59ポイントを獲得してコンストラクターズ3位となり、予算も増加。さらなる飛躍が期待されたが、それを裏切るシーズンとなった。EJ10はサーキットによって好不調の差が大きく、マシン全体の設計変更が続けられ、ドイツGPからは改良型のEJ10Bが投入された。しかし、信頼性の低さに悩まされ、2台で34回出走したが、完走は15回と50%以下の完走率であった。
前年2勝したハインツ・ハラルド・フレンツェンはブラジルGPとアメリカGPで得た3位2回が最高成績だった。ドイツGPでは予選17位から2位まで浮上したが、マシントラブルでリタイアした。新加入のヤルノ・トゥルーリも予選ではモナコGPとベルギーGPでフロントローを獲得したが、いずれも決勝での結果に結びつかなかった。
昨年のようにフェラーリやマクラーレンと互することはできず、ウィリアムズ、ベネトン、BARに後れを取ってコンストラクターズランキング6位でシーズンを終えた。トゥルーリは本マシンについて、後にインタビューで「新品タイヤではすごいスピードで走れるのに、タイヤの消耗が信じられないほど早かった。3周もするとリヤタイヤが完全に終わってしまい、その後はトラクション不足に苦しみながら、何とかチェッカーまで持ちこたえるしかなかった」と語っており、決勝レースでのタイヤマネジメントに難があるシャシーだったと指摘している。
フランスGPにてチームは翌シーズンからのホンダエンジン搭載を発表し、無限ホンダとのパートナーシップは3シーズン目で終了となった。
またデザイナーのマイク・ガスコインは、翌年のベネトンへの移籍希望を表明したことでガーデニング休暇入りを余儀なくされた。
エディ・ジョーダンは後に「EJ-10」という飲料を販売した。

## F1における全成績
(key) （太字はポールポジション）
| 年     | チーム     | エンジン               | ドライバー   | 1   | 2   | 3   | 4   | 5   | 6   | 7   | 8   | 9   | 10  | 11  | 12  | 13  | 14  | 15  | 16  | 17  | ポイント | 順位 |
| ------ | ---------- | ---------------------- | ------------ | --- | --- | --- | --- | --- | --- | --- | --- | --- | --- | --- | --- | --- | --- | --- | --- | --- | -------- | ---- |
| 2000年 | ジョーダン | 無限ホンダ MF301HE V10 |              | AUS | BRA | SMR | GBR | EUR | ESP | MON | CAN | FRA | AUT | GER | HUN | BEL | ITA | USA | JPN | MAL | 17       | 6位  |
| 2000年 | ジョーダン | 無限ホンダ MF301HE V10 | フレンツェン | Ret | 3   | Ret | 17  | 6   | Ret | 10  | Ret | 7   | Ret | Ret | 6   | 6   | Ret | 3   | Ret | Ret | 17       | 6位  |
| 2000年 | ジョーダン | 無限ホンダ MF301HE V10 | トゥルーリ   | Ret | 4   | 15  | 6   | 12  | Ret | Ret | 6   | 6   | Ret | 9   | 7   | Ret | Ret | Ret | 13  | 12  | 17       | 6位  |

## 参照
1. ↑  ヤルノ・トゥルーリが語る“無限ホンダ”「彼らはこの世界で大事なことを心得ていて、どうすれば勝てるかを知っていた」 - オートスポーツ・2021年9月8日